# Memorial

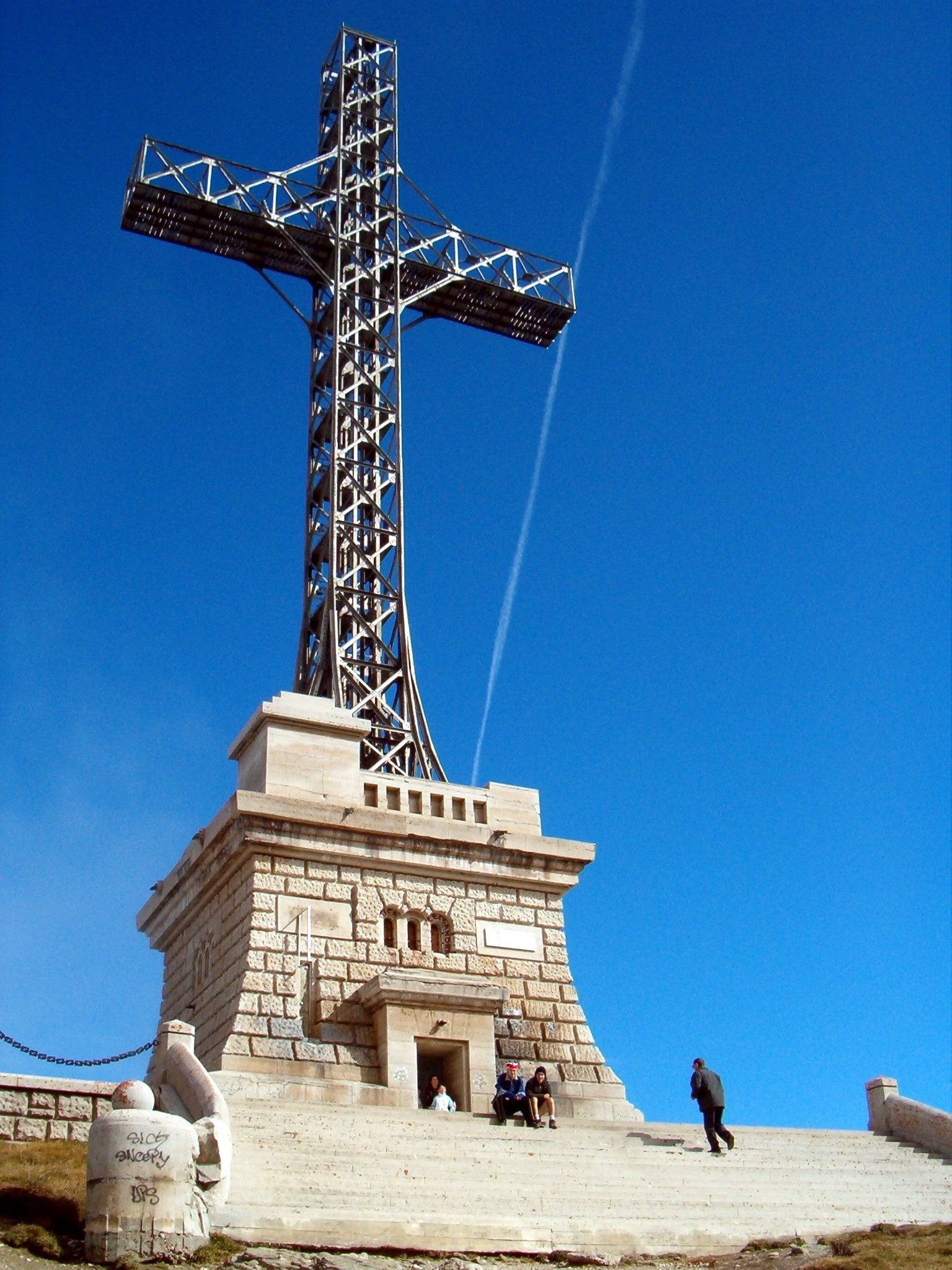
Crucea Eroilor de pe Muntele Caraiman

Un memorial este o formă durabilă de păstrare colectivă a memoriei unui eveniment sau a unei alte entități remarcabile:
1. un monument comemorativ ridicat în memoria unui eveniment și/sau în onoarea uneia sau mai multor persoane decedate, cum ar fi Mausoleul de la Mărășești, Crucea Eroilor de pe Muntele Caraiman, Memorialul Sighet, Memorialul Interaliat de la Cointe, etc.
2. o înregistrare scrisă a ceea ce se dorește a fi amintit, cum ar fi memorii sau impresii personale asupra faptelor ori  evenimentelor la care a participat cineva sau care s-au petrecut în timpul vieții cuiva.

## Tipuri de memoriale
Cele mai comune forme de comemorare sunt monumentele, cum ar fi :
- statui;
- fântâni;
- pietre funerare (cel mai frecvent tip);
- mausoleu;
- cenotaf, monument comemorativ care onorează memoria sau locul decesului unei persoane fără a fi locul de înmormântare;
- arc sau poartă monumentală;
- muzee, denumirea de memorial este uneori dată unui muzeu care păstrează memoria unor evenimente tragice (Memorialul Sighet, de exemplu);
- parcuri.

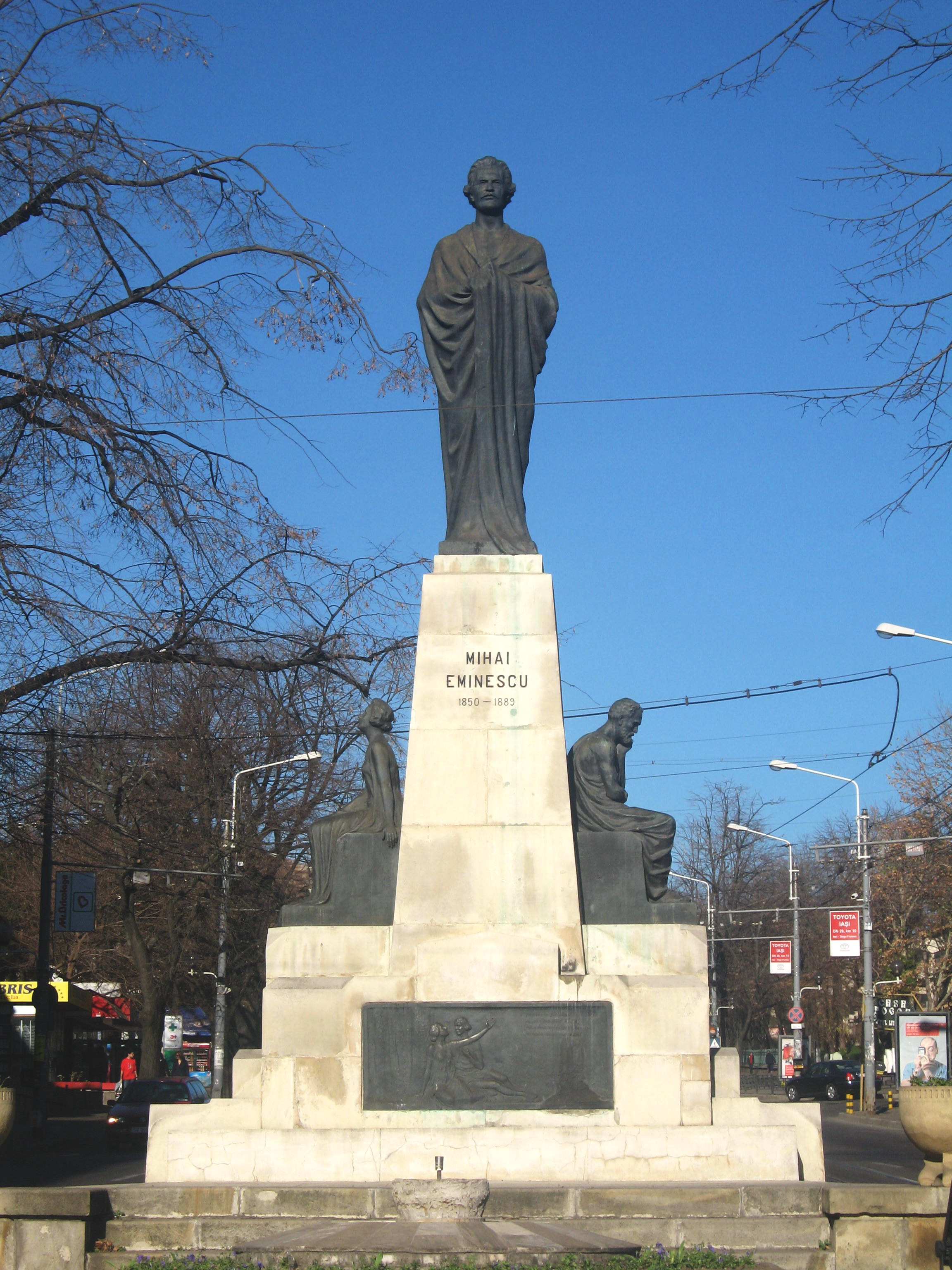
Statuia lui Mihai Eminescu din Iași
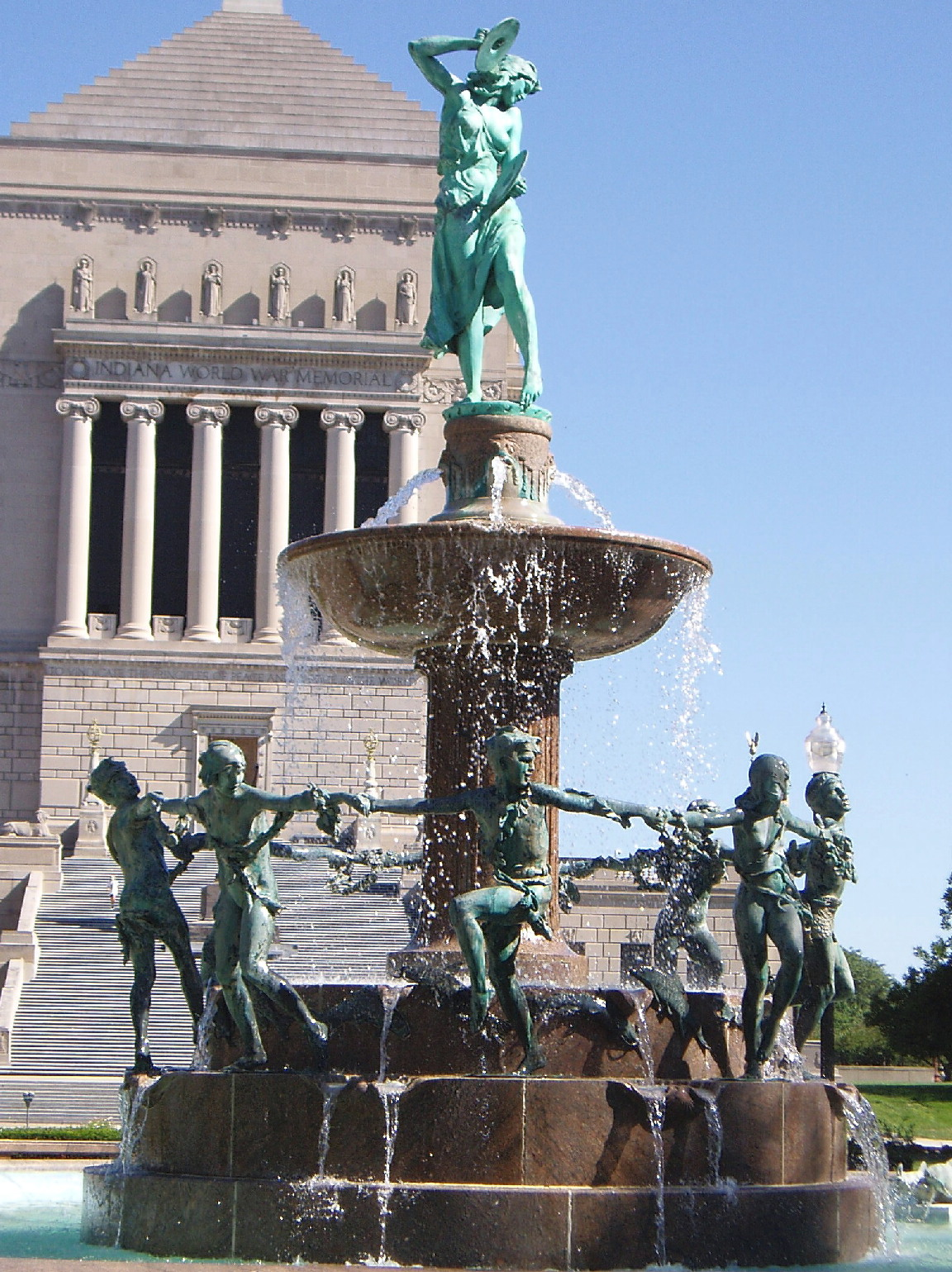
Fântâna memorială Depew, Indianapolis, Indiana, Statele Unite ale Americii
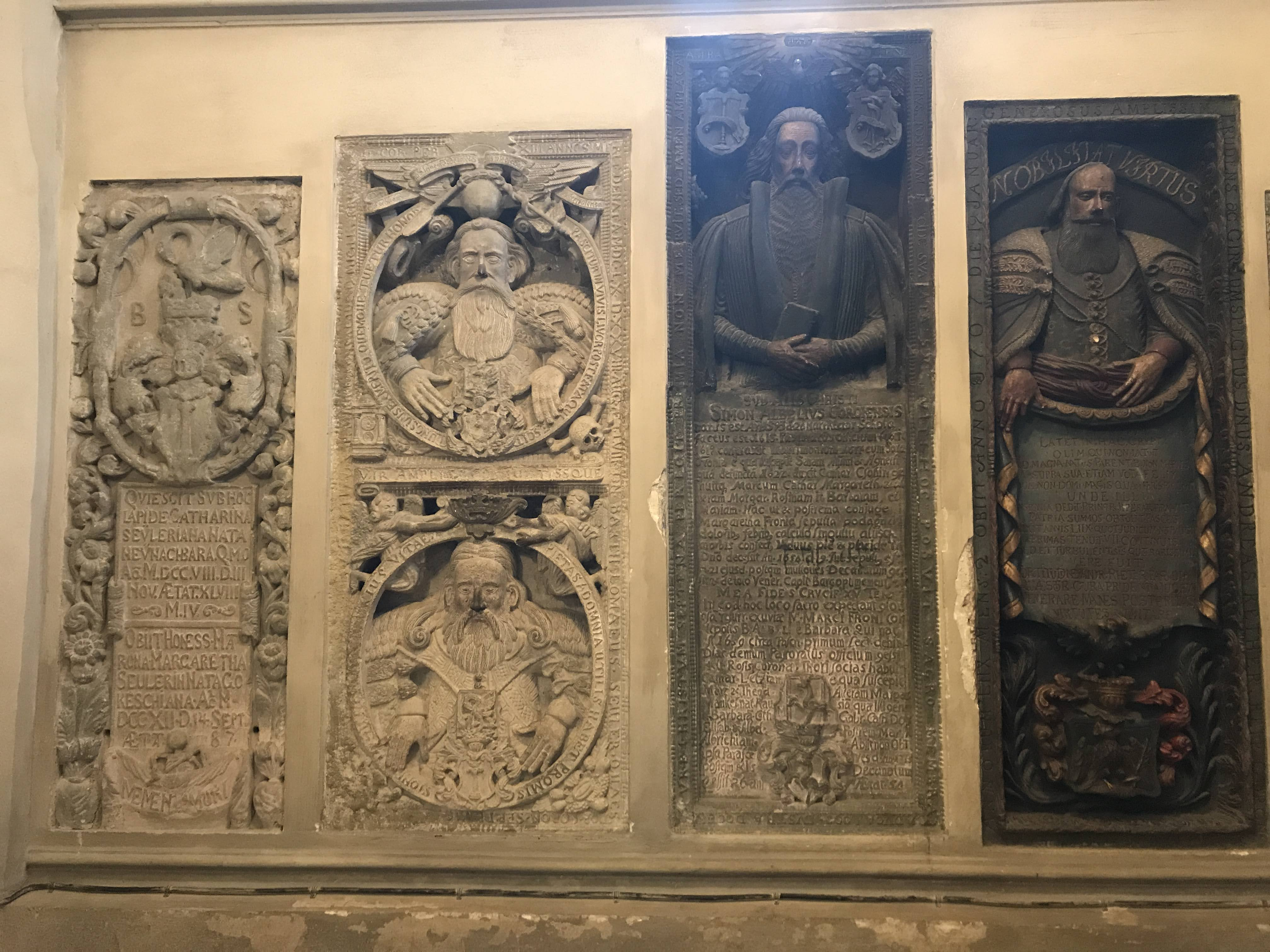
Pietre funerare din altarul Bisericii Negre din Brașov
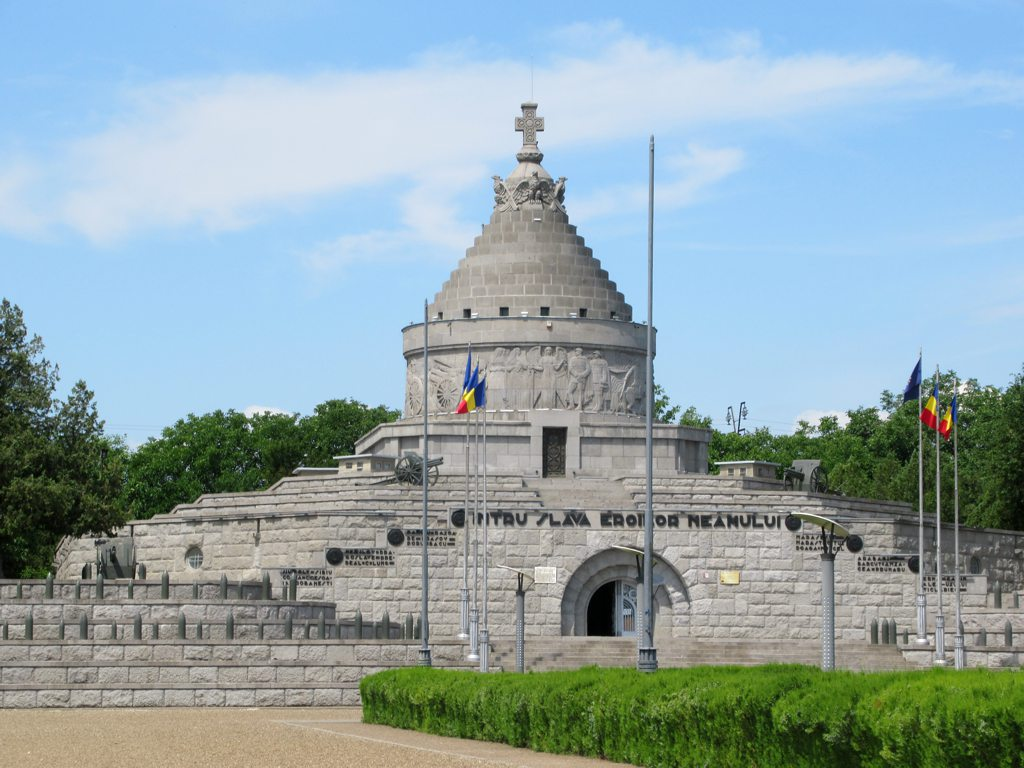
Mausoleul de la Mărășești
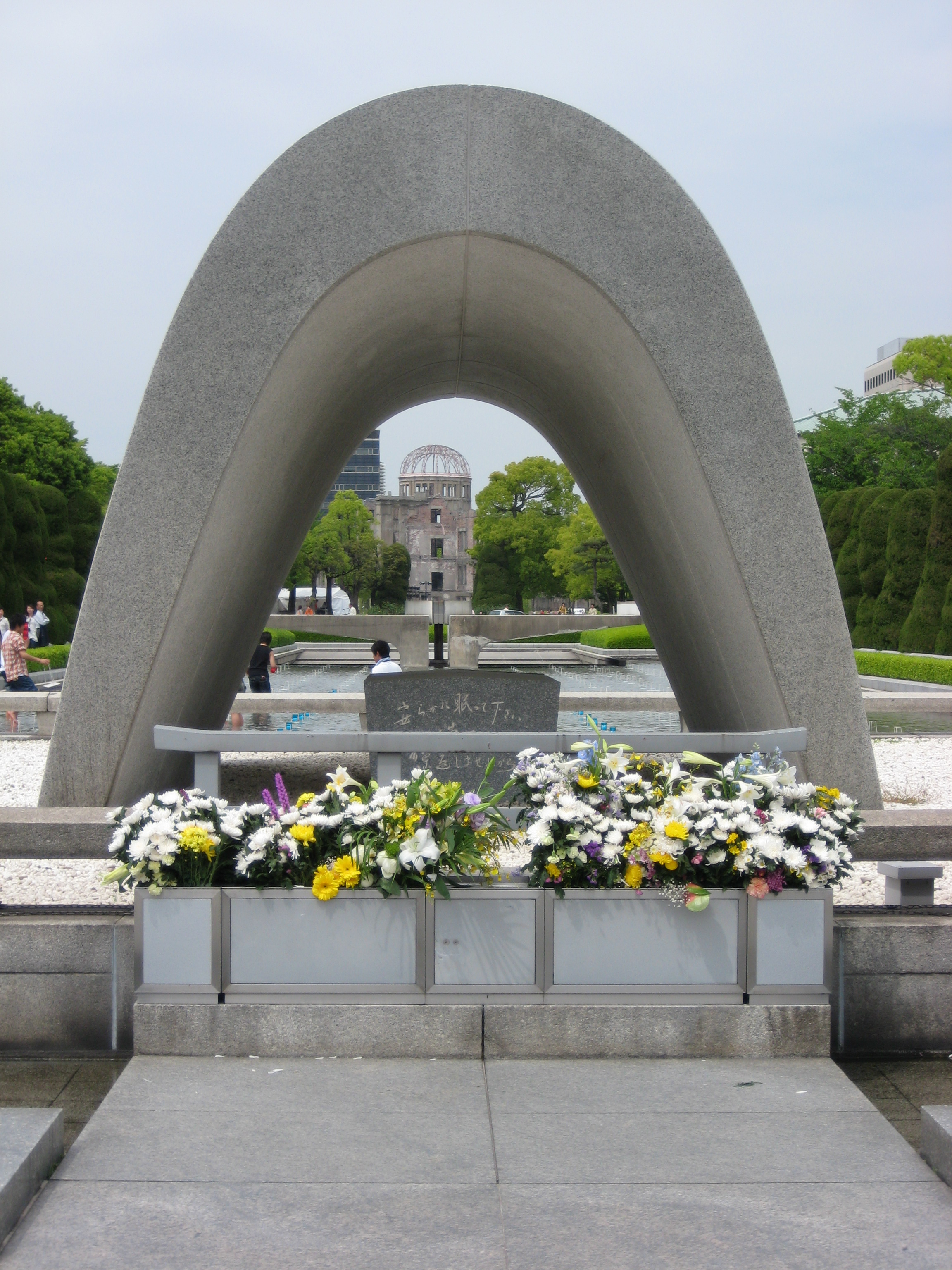
Memorialul victimelor bombei atomice, cu domul bombei atomice în depărtare, Hiroshima, Japonia
Arcul de Triumf din București
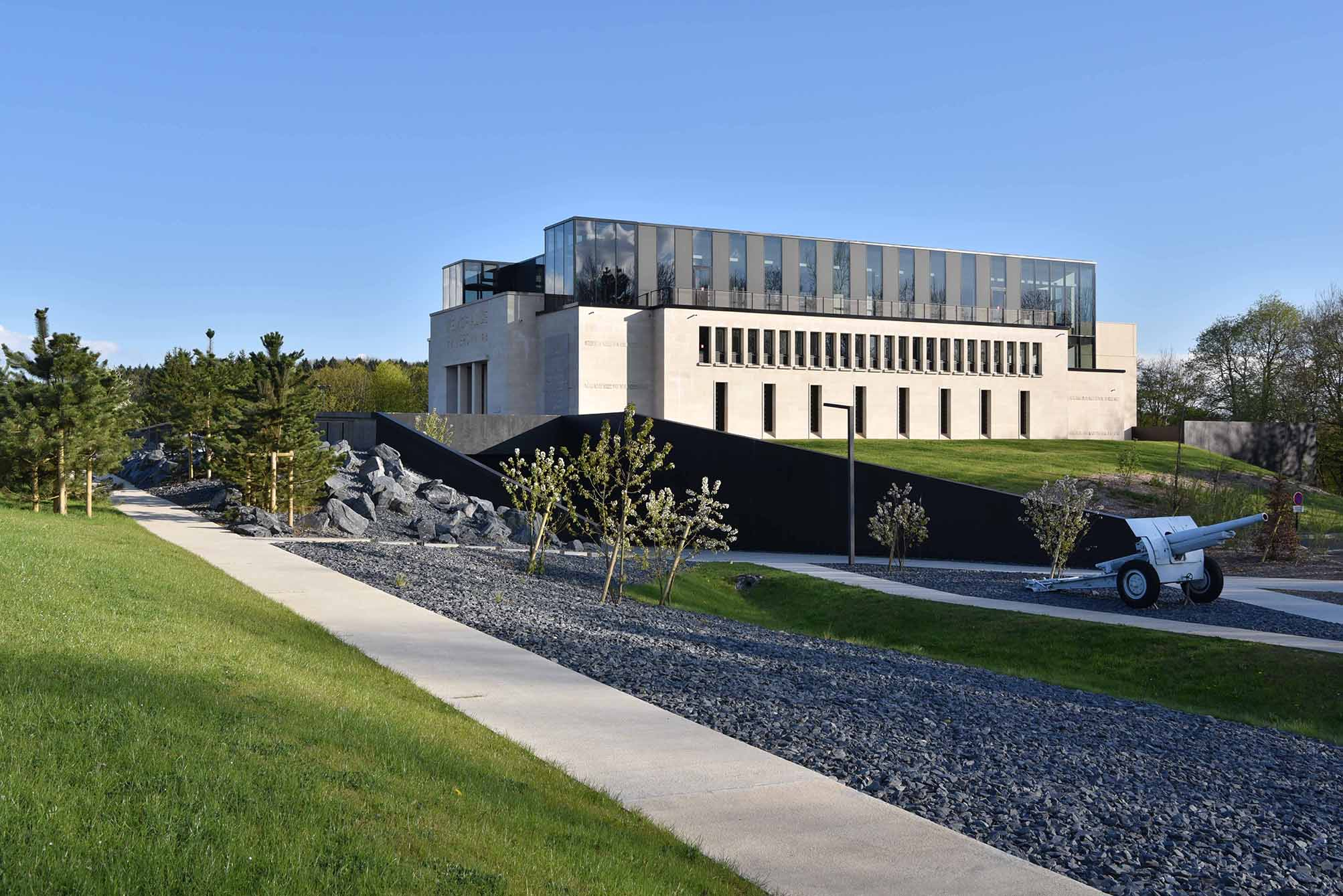
Memorialul de la Verdun, Franța, un muzeu dedicat istoriei și memoriei bătăliei de la Verdun din 1916
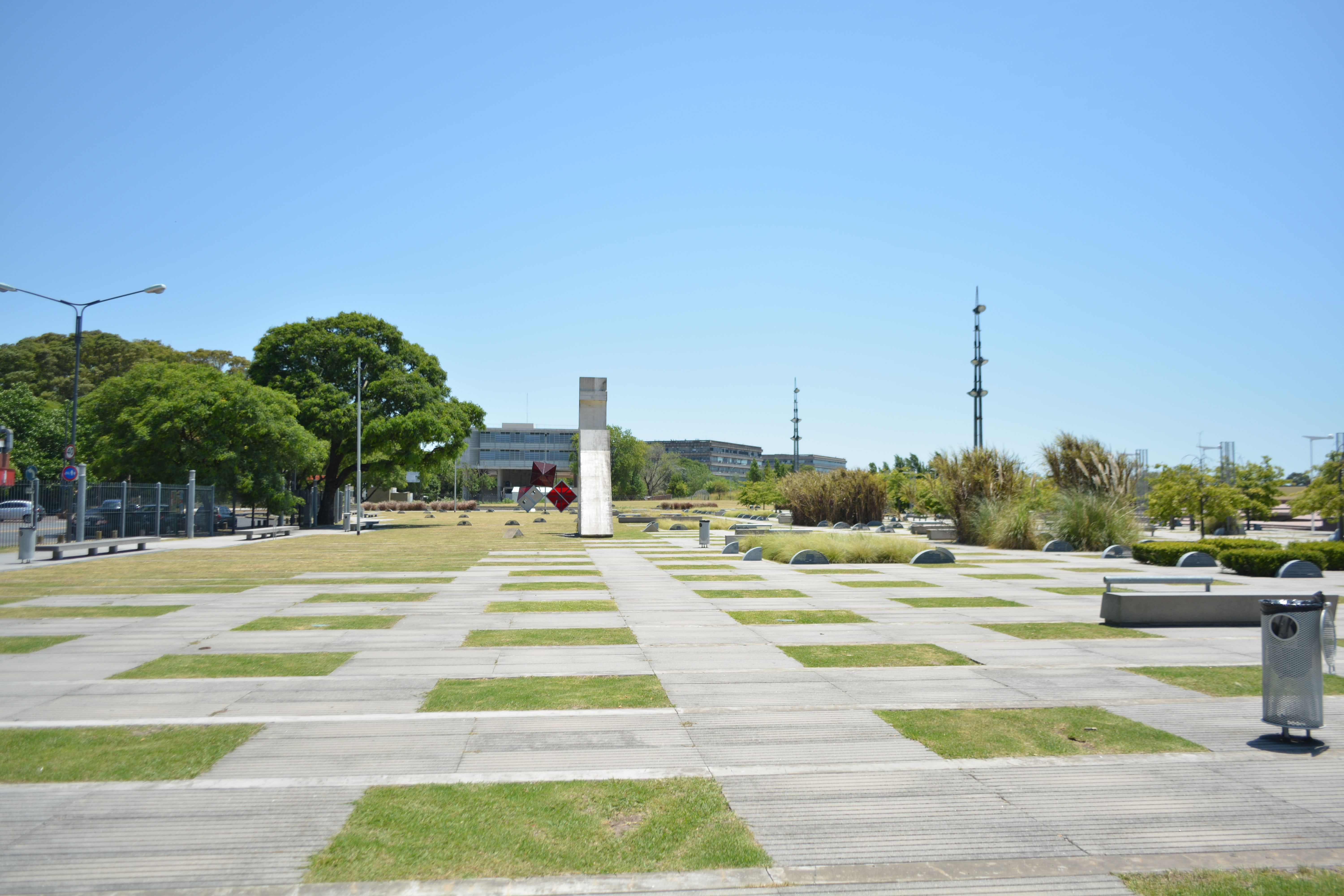
Parcul Memoriei (Parque de la Memoria), Buenos Aires, Argentina, un memorial în amintirea victimelor regimului militar din 1976-1983

Ele pot căpăta o formă grandioasă, în special atunci când comemorează un fapt de arme de mare importanță istorică.
Memorialele de război sunt construite pentru a-i onora pe cei uciși sau dispăruți în urma unui război. După un atac, un memorial poate fi improvizat de cetățeni: acesta este cunoscut sub numele de memorial improvizat.

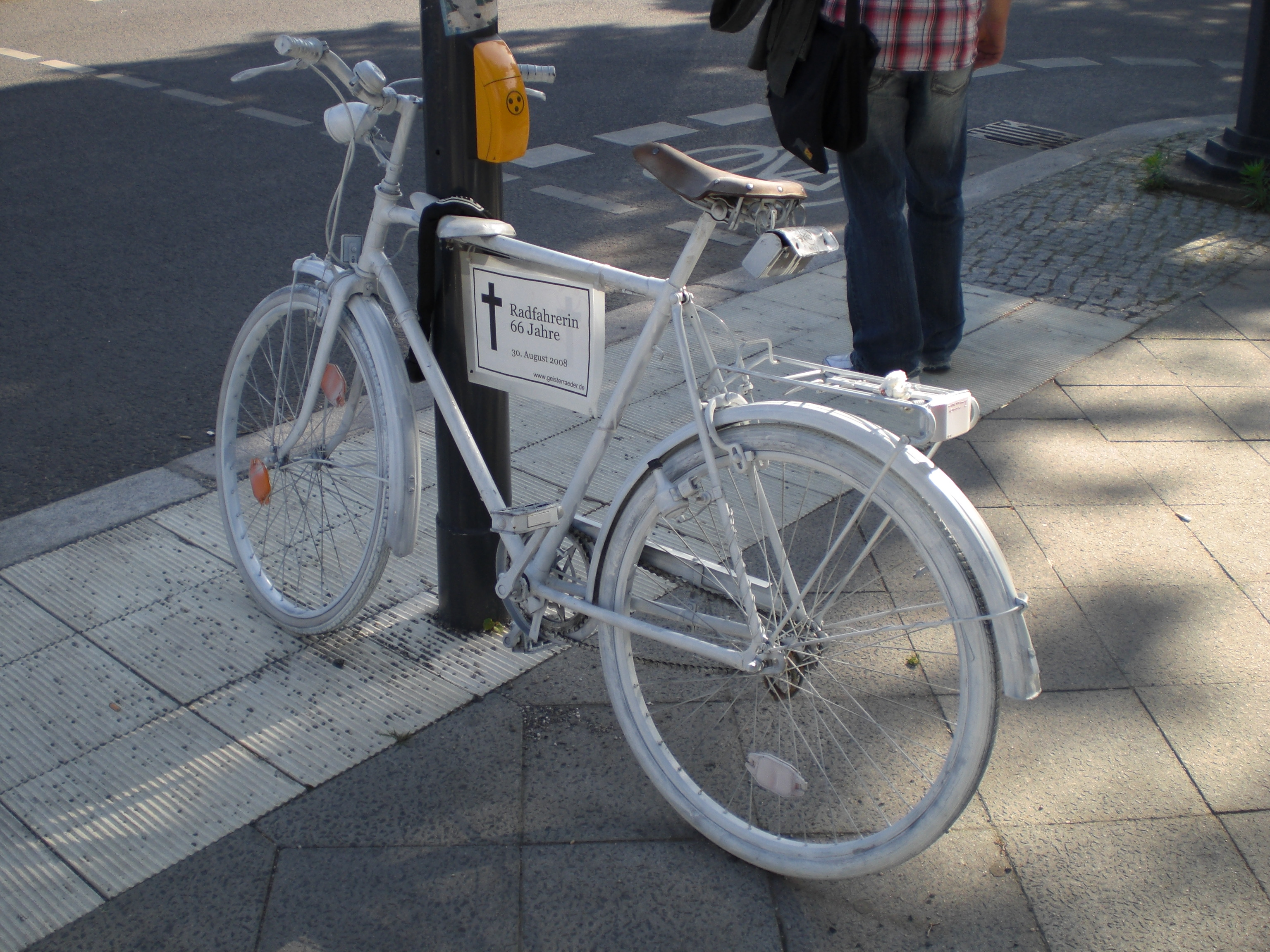
„Bicicleta fantomă” care amintește de un biciclist ucis în Berlin, Germania

O formă particulară este memorialul de pe marginea drumului, care marchează locul de pe un drum unde o persoană a murit, adesea în urma unui accident de circulație.
Spre deosebire de o piatră de mormânt, care marchează locul unde este așezat un cadavru, monumentul marchează ultimul loc de pe pământ unde o persoană a fost în viață - deși în trecut călătorii erau, din necesitate, adesea îngropați acolo unde cădeau.
De obicei, memorialul este creat și întreținut de membrii familiei sau de prietenii persoanei care a murit. Un tip comun de memorial este pur și simplu un buchet de flori, reale sau din plastic, lipit de mobilierul stradal sau de un trunchi de copac. Poate fi inclus un mesaj scris de mână, amintiri personale etc. Memoriale mai sofisticate pot fi o cruce comemorativă, o bicicletă fantomă, pantofi fantomă sau o placă cu o inscripție, decorată cu flori sau coroane.
Monumentele comemorative online sunt adesea create pe site-uri web și pe rețelele de socializare pentru a permite accesul digital, ca alternativă la monumentele comemorative fizice, care pot să nu fie fezabile sau ușor accesibile.

## Monumente comemorative emblematice

Mausoleul din Parcul Carol

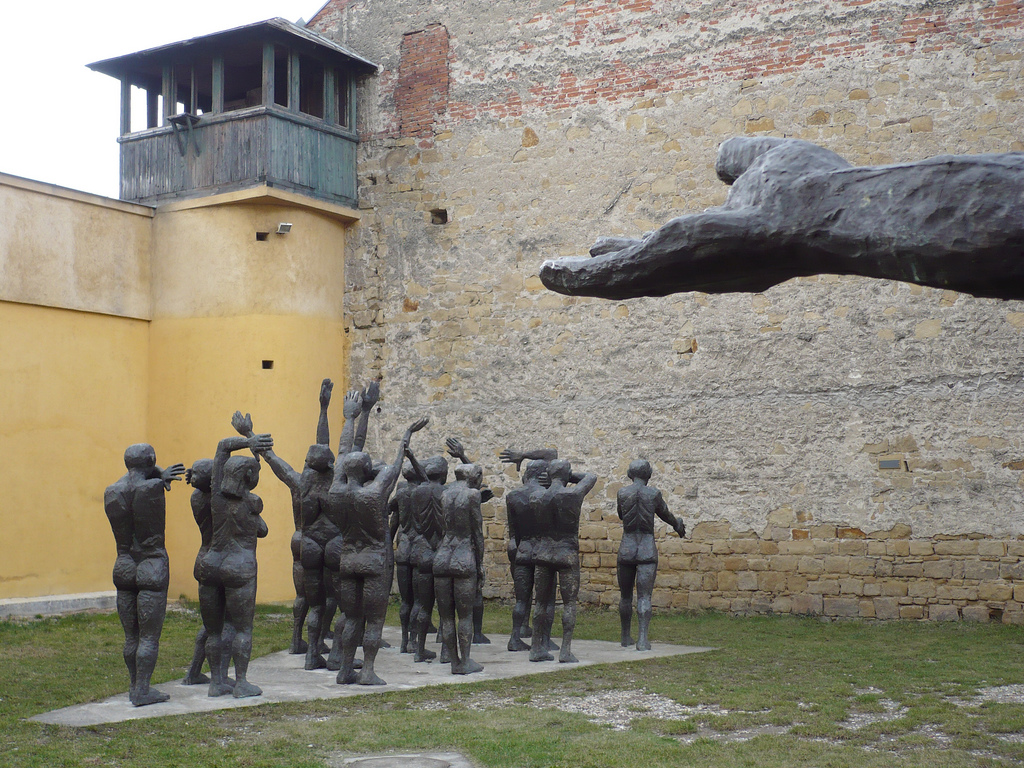
grup statuar din cadrul Memorialului Sighet

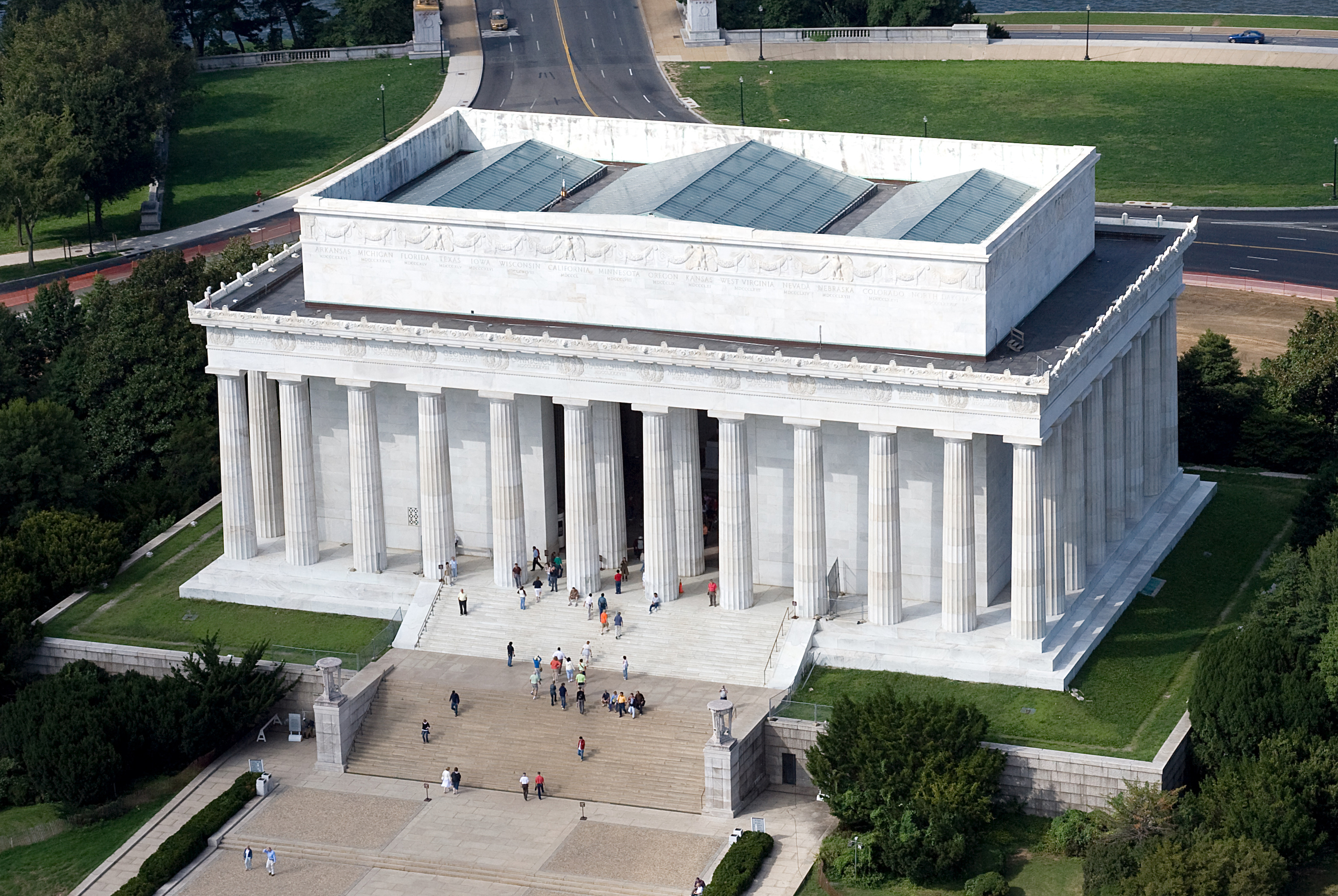
Monumentul lui Lincoln (Lincoln Memorial) din Washington, D.C., (SUA)

- Crucea Eroilor de pe Muntele Caraiman
- Arcul de Triumf din București
- Mausoleul de la Mărășești
- Mausoleul din Parcul Carol
- Tropaeum Traiani
- Mausoleul de la Mateiaș
- Monumentul de la Guruslău
- Memorialul Sighet
- Mausoleul Ecaterina Teodoroiu
- Memorialul Holocaustului (București)
- Memorialul Renașterii
- Monumentul Eroilor Cavaleriști din Primul Război Mondial (Pasul Oituz)
- Monumentul Eroilor Pompieri din București
- Monumentul Eroilor Aerului
- Monumentul Eroilor Francezi din București
- Monumentul Eroilor Patriei
- Mausoleul Eroilor din Iași
- Monumentul Eroilor Sanitari
- Monumentul Eroilor de la Păuliș

- Ancona, Italia: Arcul lui Traian
- Ankara, Turcia: Anıtkabir (Memorialul Kemal Atatürk)
- Barcelona, Spania: Arcul de Triumf din Barcelona
- Beijing, China: Monumentul eroilor poporului chinez
- Berlin, Germania: Biblioteca goală
- Berlin, Germania: Poarta Brandenburg
- Berlin, Germania: Memorialul de război sovietic (Tiergarten)
- Berlin, Germania: Memorialul evreilor uciși din Europa (Memorialul Holocaustului)
- Bodrum, Turcia: Mausoleul din Halicarnas
- Budapesta, Ungaria: Piața Eroilor
- Buenos Aires, Argentina: Parcul Memoriei
- Chișinău, Republica Moldova: Arcul de Triumf din Chișinău
- Gallipoli, Turcia: Monumentul Martirilor din Çanakkale
- Hiroshima, Japonia: Memorialul victimelor bombei atomice
- Liège, Belgia: Memorialul Interaliat de la Cointe
- Lisabona, Portugalia: Monumentul marilor descoperiri geografice
- Montreux, Elveția: Statuia lui Freddie Mercury
- Moscova, Rusia: Mormântul Soldatului Necunoscut
- Nagasaki, Japonia: Memorialul național al păcii pentru comemorarea victimelor bombei atomice
- New York, Statele Unite ale Americii: Memorialul și Muzeul Național 11 septembrie
- Oświęcim, Polonia: Muzeul Național Auschwitz-Birkenau
- Paris, Franța: Arcul de Triumf din Paris
- Phenian, Coreea de Nord: Arcul de Triumf din Phenian
- Pretoria, Africa de Sud: Monumentul Voortrekker
- Roma, Italia: Arcul lui Constantin
- Roma, Italia: Arcul lui Titus
- Roma, Italia: Mausoleul lui Augustus
- Roma, Italia: Monumentul lui Vittorio Emanuele al II-lea
- San Lorenzo de El Escorial, Spania: Valle de los Caídos (Valea celor căzuți)
- Washington, D.C., Statele Unite ale Americii: Monumentul lui Lincoln (Lincoln Memorial)
- Washington, D.C., Statele Unite ale Americii: Muzeul Memorial al Holocaustului din Statele Unite ale Americii